# بخش وردشت

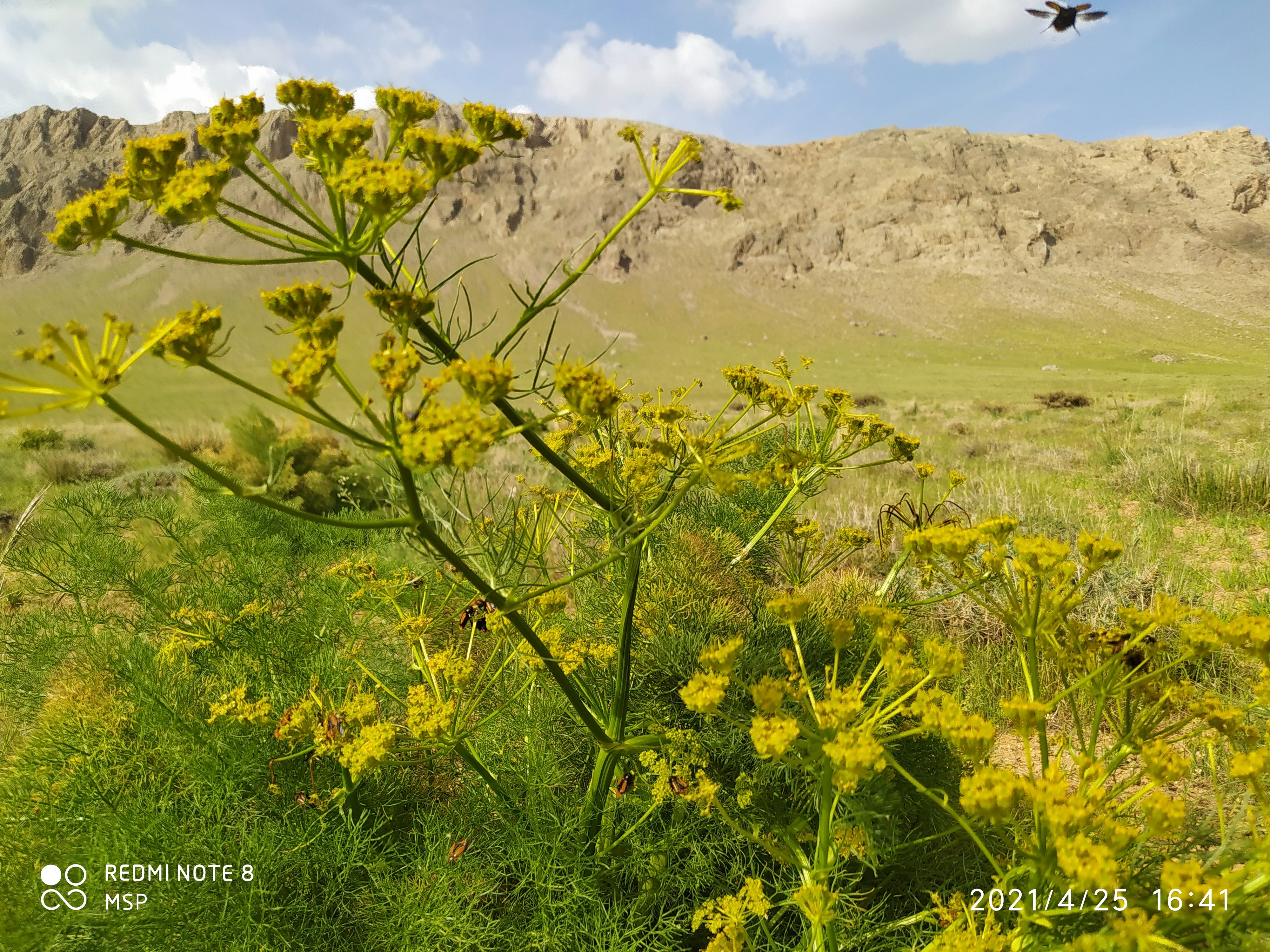

بخش وَردَشت، یکی از بخش‌های شهرستان سمیرم در استان اصفهان ایران است. این بخش در سال ۱۳۹۰ با تصویب هیئت دولت ایجاد شد. مرکز این بخش فتح‌آباد است.

## موقعیت جغرافیایی
وردشت، دشتی وسیع و بکر بوده و از شمال‌شرقی به شهرستان شهرضا (۷۰کیلومتر) از شرق به شهرستان دهاقان (۶۰کیلومتر) و از شمال غربی و غرب به شهرستان بروجن (۶۰کیلومتر) استان چهار محال و بختیاری و از جنوب به مرکزی سمیرم (۲۰کیلومتر) منتهی می‌شود.
وردشت با مساحت ۱۳۰۲ کیلومتر مربع دارای بیش از ۸ هزار نفر جمعیت ثابت می‌باشد که از اواسط اردیبهشت با ورود ایلات عشایر قشقایی جمعیت آن به بیش از ۱۴ هزار نفر می‌رسد.
وردشت یکی از بخش‌های ۴ گانه شهرستان سمیرم و در فاصله ۲۳ کیلومتری شمال شهرستان است که مرکز آن فتح‌آباد است.

## آب و هوا و منابع طبیعی
اختلاف ۴۷ درجه‌ای بین سردترین و گرمترین ماه سال، بارش نسبتاً خوب ۳۴۲ میلی‌متر در سال، ۵ ماه یخبندان، رسیدن دما در فصل زمستان به ۲۰- درجه سانتی گراد و بارش برف در چهار ماه از سال از نکات جالب توجه اقلیمی منطقه است.
مهم‌ترین تیپ‌ها و گونه‌های گیاهی مراتع منطقه شامل انواع گون، خوشک، جو وحشی و جاشیر می‌باشد. پوشش جنگلی منطقه نیز مشتمل برگونه‌های ارجن و سیب که به علت مصارف سوختی و چرایی بیش از حد عشایر روستائیان تقریباً از بین رفته است.

## مردم‌شناسی و فرهنگ

### جمعیت
بخش وردشت در آخرین سرشماری صورت گرفته در سال ۱۳۹۰ جمعیتی بالغ بر ۸۱۱۱ نفر در قالب ۲۱۷۲ خانوار داشته که کاهش ۴/۴ درصدی نسبت به ۵ سال قبل نشان می‌دهد.
جمعیت وردشت که یکی از بزرگ‌ترین ییلاق عشایر کشور است در حدود ۶ ماه از سال به خاطر حضور عشایر به بیش از ۱۶۰۰۰ نفر نیز می‌رسد.
| جمعیت        | سرشماری ۸۵ | سرشماری ۹۰ | سرشماری ۹۵ |
| ------------ | ---------- | ---------- | ---------- |
| تعداد خانوار | ۲۳۱۲       | ۲۱۷۲       | ۲۹۸۰       |
| جمعیت        | ۱۰۱۷۰      | ۸۱۱۱       | ۹۹۴۱       |

### زبان و دین
مردم بخش وردشت از ایل بزرگ قشقایی هستند و به زبان ترکی قشقایی سخن می‌گویند.

### آداب و رسوم
آداب و رسوم مردم نیز بر پایة اعتقادات آنان به ائمه اطهار استوار بوده و در جشن‌های مختلف اعم از جشن‌های مذهبی، سیاسی (جشن پیروزی انقلاب) و بالاخص در جشن‌های عروسی نمونه‌هایی از آن را می‌بینیم.
جشن عروسی و آداب و رسوم آن نیز در فتح‌آباد از اهمیت بسیاری برخوردار است. پس از اینکه آشنایی‌های مقدماتی بین زوجین صورت می‌گیرد آن‌ها مورد را صادقانه با پدر و مادر خود در میان گذاشته و خانوادة پسر با انجام تشریفات به خواستگاری رفته و پس از گرفتن جواب مثبت قرار عقد و عروسی را می‌گذارند که یک شب مانده به عروسی مراسم حنا بندان را انجام داده و فردای همان روز عروسی با حضور اهالی روستا در محلی از قبل تعیین شده برگزار می‌گردد که تقریباً تا ساعاتی بعد از ظهر نیز ادامه می‌یابد.

## تقسیمات کشوری
- بخش وردشت
  - دهستان وردشت
  - دهستان دره‌شور

شهر: فتح‌آباد

## گردشگری

### مکانهای تفریحی

#### تالاب طبیعی خان
تالاب طبیعی خان یکی از مناطق زیبا، دیدنی، بکر و دست نخورده در بخش وردشت که سالانه میزبان مسافران زیادی است.

#### سد مخزنی قره قاچ
سد مخزنی قره قاچ با ظرفیت ۲۰ میلیون متر مکعب یکی از اضلاع چهارگانه سدهای آبی شهرستان سمیرم می‌باشد. این سد در سال ۱۳۸۸ با هزینه ۲۰۰ میلیارد ریالی به بهره بردای رسید و بالاخره پس از چند سال آبگیری کشاورزان منطقه تابستان ۱۳۹۴ از آب آن استفاده کردند.
سد قره قاچ یکی از زیباترین مناطق تفریحی در منطقه وردشت و شهرستان سمیرم است که در آینده‌ای نزدیک می‌تواند به قطب گردشگری شهرستان تبدیل گردد.

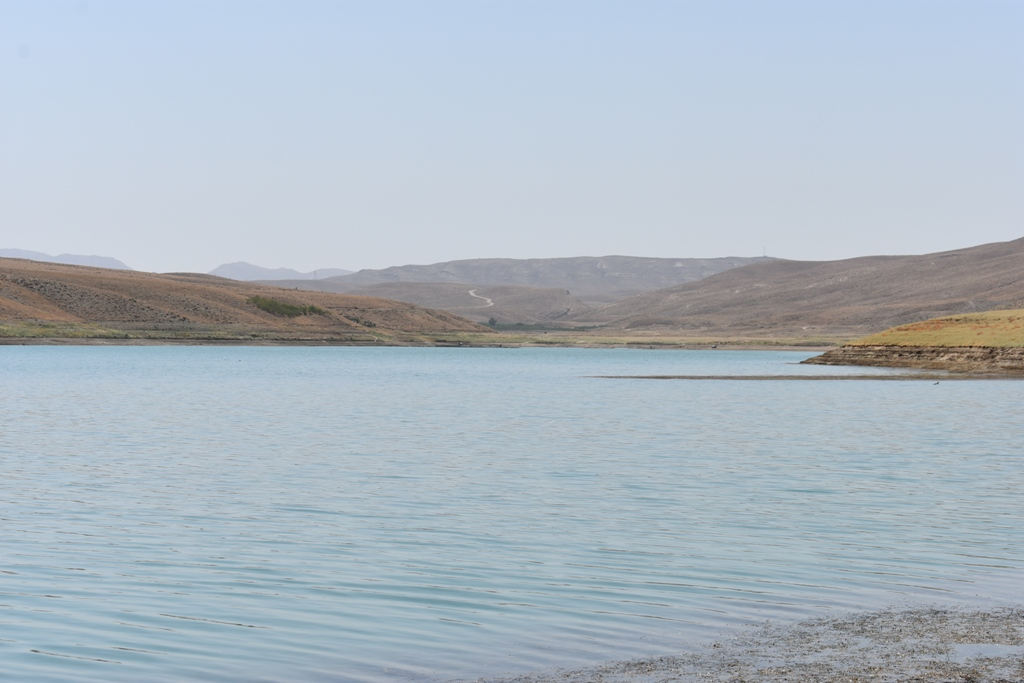
سد قره قاچ

#### شاه آلمالوق
ما بین روستاهای ورق، پیراسفنه و چشمه سرد، کوهی واقع است است به نام «آلمالوق». در قلهٔ این کوه، باغی بزرگ وجود دارد که به «شاه آلمالوق» معروف است. لفظ «شاه» بدین علت اضافه به کلمهٔ «آلمالوق» شده است که ساکنین منطقه معتقدند که این مکان قدمگاه یکی از معصومین بوده است و بدین علت تقدس خاصی به این محل قائلند.
این مکان دارای ویژگی‌های خاصی است که این مکان را از سایر مناطق شهرستان متمایز می‌گرداند. این مواردی که در اینجا ذکر می‌شود، با استناد به تجربیات و اعتقادات مردم منطقه است.
یکی از این ویژگی‌ها اینست که اگر سیب‌های این مکان در همان‌جا خورده شوند، بسیار خوشمزه و لذیذ هستند ولی به محضی که این سیب‌ها در محلی خارج از این مکان خورده شوند، تلخ مزه می‌شوند!
در این مکان صدها درخت سیب وجود دارند و همچنین چشمه‌ای موجود است که همیشه پرآب بوده و در بدترین شرایط منطقه که خشکسالی پدید آمده و دیگر چشمه‌های منطقه خشک گشته‌اند، این چشمه همیشه جاری و روان بوده است!
این منطقه دارای مارهای سمی بسیار زیادی است ولی تا به حال کسی از این مارها آسیبی به خود ندیده است.
این مکان دارای طبیعتی بسیار زیبا و دلپسند است و منطقه‌ای تفریحی برای مردم منطقه محسوب می‌شود. این منطقه مقر شکار حیوانات وحشی از قبیل قوچ، بز کوهی و کبک و… می‌باشد.

#### کمپ گردشگری ارژنگ (فتح‌آباد)
این کمپ در مرکز بخش وردشت (فتح‌آباد) قرار دارد و نمونه ای از زندگی عشایری را در مکانی دلنشین به نمایش می‌گذارد. همچنین این محل، مکان مناسبی برای برگزاری جشن‌های عروسی و گذران اوقات فراغت می‌باشد. برای کسب اطلاعات بیشتر در مورد این کمپ و رزرو می‌توانید به سایت اختصاصی این کمپ به آدرس https://www.arzhenag.ir%5Bپیوند+مرده%5D مراجعه کنید.

#### کمپ عشایری موروک
کمپینگ عشایری مروک با امکانات بی‌نظیر زندگی عشایری یکی از مناطق توریست پذیر منطقه به حساب می‌رود که سالانه صدها نفر از آن دیدن می‌کنند و برنامه‌های مختلف جشنهای عشایری و همایشهای بزرگ نیز در آن برگزار می‌شود. این کمپ واقع در روستای مروک در فاصله ۶ کیلومتری مرکز بخش وردشت (فتح‌آباد) و تقریباً ۳۰ کیلومتری سمیرم قرار دارد و به دلیل قرار گرفتن در مرکز ثقل جاده‌های ارتباطی شهرضا، سمیرم، بروجن از اهمیت خاصی برخوردار است.

## کشاورزی
وردشت یکی از بزرگ‌ترین تولیدکنندگان سیب درختی در کشور است. محصولات دیگری مانند گندم، جو، سیب زمینی و … نیز تولید می‌شود.

### دامداری
بزرگ‌ترین ییلاق عشایر کشور سالانه حدود ۱۸۰ هزار دام را در خود می‌بیند که جهت استفاده از چراگاه‌های منطقه وارد آن می‌شوند.

### پرورش طیور و ماهی
به تازگی پرورش ماهیان سردآبی مانند قزل آلا در چندین نقطه صورت می‌پذیرد که سالانه مقدار بسیار زیادی ماهی را روانه بازار مصرف می‌کنند، در ضمن ده‌ها واحد تولید و پرورش مرغ گوشتی و تخم‌گذار، بوقلمون، بلدرچین، کبک و… در منطقه فعال هستند.

## معدن سنگ
معدن سنگ بردکان تنها معدن طبیعی منطقه است که دارای سنگ‌هایی با کیفیت جهت رفع نیاز بازار داخلی است.

## نام آوران

### فرهنگی و اجتماعی
- آیت الله حکیم جهانگیرخان قشقایی
- یوسفعلی بیگ قشقایی (دومین شاعر بزرگ ایل قشقایی)

### ورزشی
- مهران سرفراز

## جمعیت
براساس سرشماری عمومی نفوس و مسکن در سال ۱۳۹۵، جمعیت بخش وردشت برابر با ۹٬۹۴۱ نفر بوده است.